# 三里屯街道 (正定县)
三里屯街道，是中华人民共和国河北省石家庄市正定县下辖的一个街道办事处。
2011年4月19日，河北省民政厅批复同意设立三里屯街道。

## 行政区划
三里屯街道下辖以下地区：
东关社区、西洋社区、西上泽社区、东上泽社区、吴家庄社区、三里屯社区、大临济社区、郭家庄社区、东临济社区和西临济社区。